# Braslovje
Braslovje is een plaats in de gemeente Samobor in de Kroatische provincie Zagreb. De plaats telt 361 inwoners (2001).